# Giuseppe Dossena
Pour les articles homonymes, voir Dossena (homonymie).
Giuseppe Dossena  est un footballeur italien, né le 2 mai 1958 à Milan, évoluant au milieu de terrain, et aujourd'hui entraîneur.

## Carrière

### Joueur
- 1977-1978 :  AC Pistoiese
- 1978-1979 :  AC Cesena
- 1979-1981 :  Bologne FC
- 1981-1987 :  Torino Calcio
- 1987-1988 :  Udinese Calcio  Italie
- 1988-1991 :  UC Sampdoria
- 1991-1992 :  AC Pérouse

### Entraîneur
- 1998 :  US Triestina (adjoint)
- 1998 :  Ghana -17 ans
- 1998-1999 :  Ghana -20 ans
- 1998-2000 :  Ghana
- 2000-2001 :  Ittihad Djeddah
- 2002 :  Paraguay (adjoint)
- 2002 :  Albanie
- 2002-2003 :  Al-Ittihad Tripoli
- 2003-2004 :  AS Lodigiani
- 2010-2011 :  Saint-George SC

## Palmarès
- 38 sélections et 1 but avec l'équipe d'Italie entre 1981 et 1987
- Vainqueur de la Coupe du monde 1982 avec l'équipe d'Italie
- Vainqueur de la Coupe d'Afrique des nations junior 1999 avec l’équipe du ghana U20